# Giovani Jovanotti
Giovani Jovanotti è il terzo album in studio di Lorenzo Cherubini, in arte Jovanotti.
Alla registrazione dell'album parteciparono musicisti affermati della scena rock internazionale come Keith Emerson, alle tastiere nei brani Giovane sempre, Diritti e doveri e Sceriffo o bandito, e Billy Preston nel brano Gente della notte. Quest'ultimo brano, assieme a Ciao mamma, farà da traino al disco intero.
L'album non ha un buon riscontro di vendite (è l'unico album di Jovanotti che non ottiene un disco d'oro) ma segna il passaggio del cantante verso un'identità musicale e personale più matura.

## Tracce
1. Gente della notte – 4:30 (testo: Jovanotti – musica: Massimo Gabutti e Jovanotti)
2. I numeri – 5:06 (testo: Jovanotti – musica: Massimo Gabutti e Jovanotti)
3. C'è bisogno di te – 3:25 (testo: Jovanotti – musica: Mario Natale, Massimo Gabutti e Jovanotti)
4. Giovane sempre – 3:42 (testo: Jovanotti – musica: Luca Cersosimo, Massimo Gabutti e Jovanotti)
5. Ciao mamma – 4:41 (testo: Jovanotti – musica: Claudio Cecchetto e Luca Cersosimo)
6. Diritti e doveri – 4:26 (testo: Jovanotti – musica: Jovanotti, Massimo Gabutti e Luca Cersosimo)
7. Sceriffo o bandito – 3:37 (testo: Jovanotti – musica: Jovanotti e Michele Centonze)
8. Volo – 5:07 (testo: Jovanotti – musica: Jovanotti e Michele Centonze)
9. Only you – 4:01 (testo: Jovanotti – musica: Jovanotti, Claudio Cecchetto e Luca Cersosimo)
10. Never let me go – 3:46 (testo: Jovanotti – musica: Jovanotti e Massimo Gabutti)
11. Saluti a chi (i crediti) – 2:24 (testo: Jovanotti – musica: Massimo Gabutti e Luca Cersosismo)
12. Theme from cowboy – 5:13 (testo: Jovanotti – musica: Jovanotti e Luca Cersosimo)

## Formazione
- Jovanotti – voce, cori
- Danilo Amerio - cori
- Michele Centonze – chitarra, basso, campionatore
- Luca Cersosimo – programmazione, batteria elettronica, cori
- Keith Emerson – organo Hammond, pianoforte
- Billy Preston – Fender Rhodes, organo Hammond, pianoforte
- Mick Talbot – tastiere, sintetizzatore, organo Hammond
- Memphis Horns – tromba, trombone, sassofono
- Lele Melotti - batteria
- Paolo Costa - basso
- Giorgio Cocilovo - chitarra
- Mario Natale - arrangiamento